# Clytomadius louwerensi
Clytomadius louwerensi là một loài bọ cánh cứng trong họ Cleridae. Loài này được Corporaal miêu tả khoa học đầu tiên năm 1949.